# Magnetická deklinace

Magnetická deklinace δ popisuje odchylku směru magnetického severního pólu (N_{m}) ukazovaného kompasem od skutečného severu (N_{g}).

Jako magnetická deklinace se v zeměpise označuje úhlový rozdíl mezi směry k zeměpisnému a magnetickému severnímu pólu Země. Magnetická deklinace se na různých místech Země liší, navíc se v čase mění, protože severní magnetický pól se vůči zeměpisnému pomalu pohybuje.
Pokud se magnetický sever odchyluje od geografického napravo, dosahuje deklinace kladných hodnot, pokud nalevo, jsou záporné. Pokud se shodují, je deklinace 0°, pokud jsou přesně opačné, je 180°. Izolinie značící na mapě místa se stejnou magnetickou deklinací se nazývá izogona, izogona s nulovou deklinací agóna. Izopora pak značí linii se stejnou roční změnou magnetické deklinace.
Např. v Česku byla magnetická deklinace v roce 2013 rovna asi 3 stupňům a 30 úhlovým minutám východně, přičemž zdánlivý posun severního magnetického pólu činí asi 6 úhlových minut k východu za rok.